# Villa Gesell (Buenos Aires)
Villa Gesell is een plaats in het Argentijnse bestuurlijke gebied Villa Gesell in de provincie Buenos Aires. De plaats telt 23.257 inwoners.

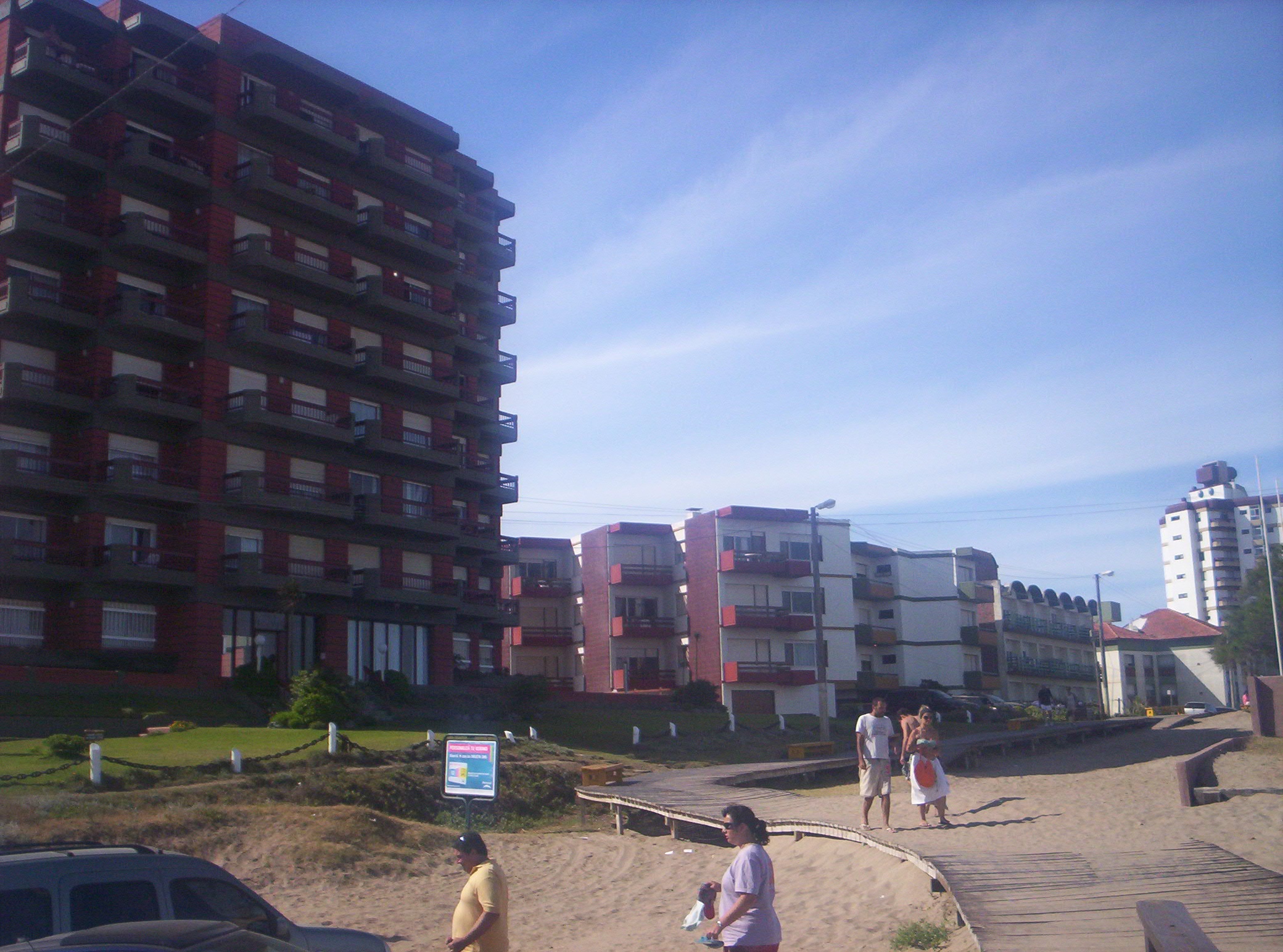
Strand van Villa Gesell
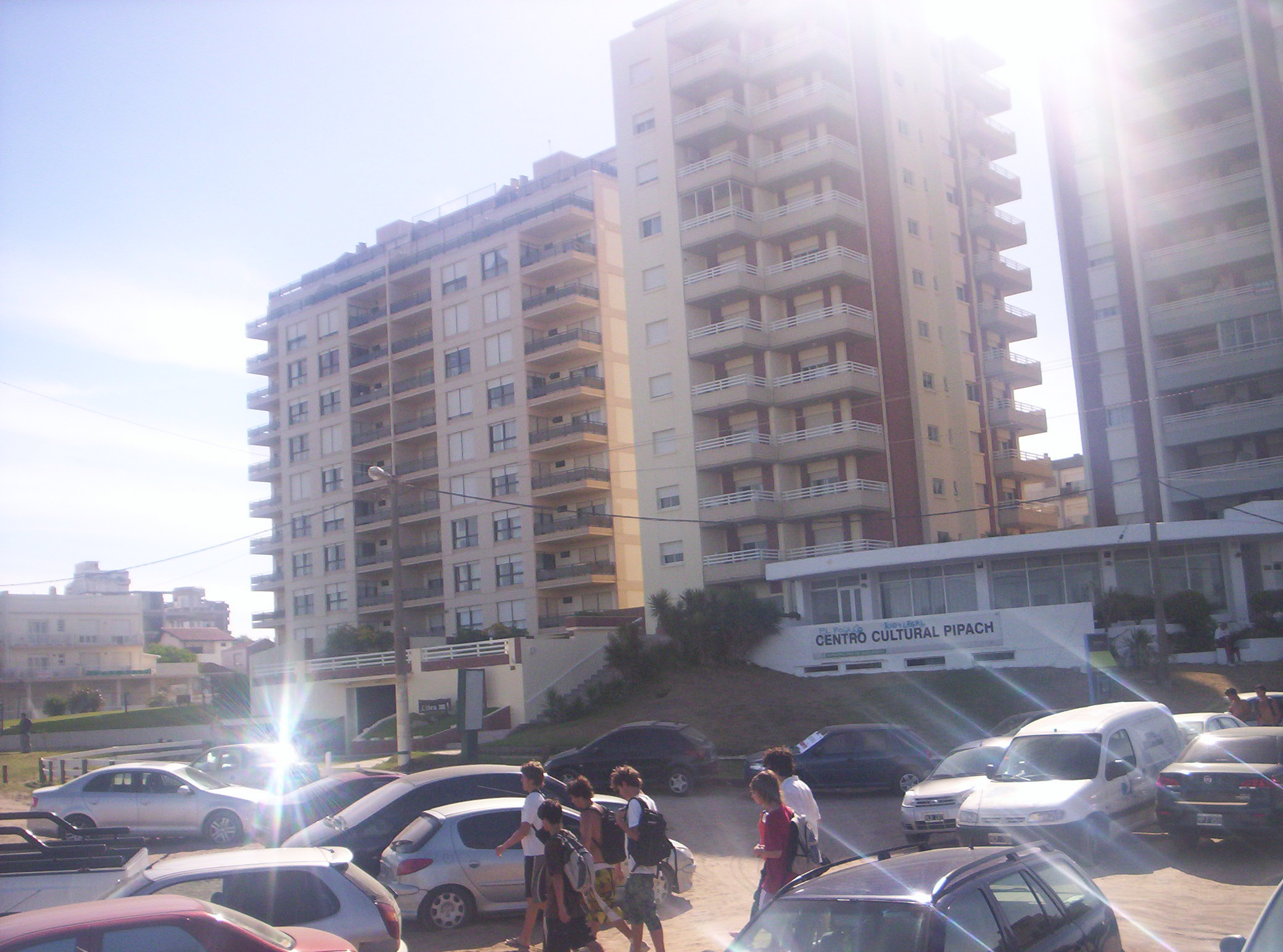
Centrum van Villa Gesell